# Sualafeldgau
Das Sualafeld bzw. der Sualafeldgau war ein nach der fränkischen Eroberung Bayerns im 8. Jahrhundert eingerichteter Gau zwischen der oberen Altmühl bis nördlich der Donau.

## Namensherkunft
Der Sualafeldgau war nach dem Flüsschen Schwalb, einem Nebenfluss der Wörnitz, benannt, weshalb das entsprechende Donaugebiet zunächst „Schwalbfeld“ hieß. Die Franken sprachen das „Schwalb“ jedoch als „Swala“ aus, weshalb sich der Name „Swalafeld“ einbürgerte.

## Lage
Die Grenzen zum östlich davon gelegenen bayerischen Nordgau verliefen etwa von Stepperg an der Donau über Wellheim, Dollnstein, Nennslingen und Roth nach Schwabach. Im Norden bildete der Fluss Schwabach die Grenze zum Rangau. Später jedoch umfasste der Gau nur noch den südlichen Teil mit Gebieten südlich der Donau. Das Zentrum bildete wohl ein fränkischer Königshof in Gosheim.
Der Radenzgau stößt im Süden mit der Regnitz, der fränkischen Schwabach und der Pegnitz an den Nordgau. Die Fränkische Schwabach ist zugleich Grenze zum Sualafeld. Ein Altweg führt von Feuchtwangen über den Schleifenberg hinaus und weiter über St. Ulrich, Metzlesberg, die Obere Lottermühle, Schwaighausen, Langfurth und Ammelbruch bis hin zum Limestor bei Dühren. Zum Teil fällt dieser Altweg mit der Grenze des ehemaligen Landgerichtes Graisbach gegen die Grafschaft Öttingen zusammen, die nach den Grenzbeschreibungen von 1315, 1419 und 1594 auf den Westgiebel der Feuchtwanger Stiftskirche als Festpunkt hinzieht. Dieser Weg scheidet die fränkischen Gaue Sualafeld und Riesgau, aus denen die Grafschaften Graisbach und Oettingen hervorgingen, und muss demnach vorfränkisch sein.

## Geschichte
Erstmals schriftlich wurde der vielleicht schon in alamannischer Zeit entstandene Gau in einer Urkunde von 793 erwähnt, in der Graf Helmoin ein Gebiet um den Ort Gosheim dem Bischof von Freising schenkt. Möglicherweise gab es noch einen Grafen Ortleip vor dieser Zeit. Als Graf des Gaus nachgewiesen ist erst ein Erlvin für das Jahr 802. Die Grenzen des Sualafeldgaus lassen sich nicht genau bestimmen, wird er doch zwischen den Jahren 751/52 und 1188 insgesamt nur 34 Mal erwähnt. Davon stammen nur fünf Erwähnungen aus dem 8. Jahrhundert.
Im Jahr 798, nach der Auflösung des Bistums Neuburg, gelang es Gerhoh von Eichstätt, den Sualafeldgau (mit Heidenheim und Solnhofen) für das Bistum Eichstätt zu gewinnen. Das „Salafeld“ wurde vom Bistum Augsburg abgetrennt.
Bei der Teilung des Reiches im Jahr 839 wurde der Sualafeldgau nicht mehr zu Baiern gezählt. Um 854 wird ein Graf Ernst I. vom Nordgau erwähnt, vielleicht auch Graf im Sualafeld. Er fiel 908 gegen die Ungarn. Ihm folgte Ernst II., dem wiederum Ernst III., Ernst IV., Ernst V., Hartwig Graf im Sualafeld sowie Guntpold Graf im Sualafeld folgten. In einer Urkunde aus dem Jahre 996 wird ein Adelhard als Gaugraf genannt. Was Ernst II. 1007 in Beziehung zu den späteren Grafen von Hirschberg setzt, ist neben dem gleichen Namen die Tatsache, dass er im Besitz des Gutes Dollnstein im Sualafeldgau war, ein Besitz, der im 12. Jahrhundert sich in den Händen der Hirschberger befand.
Der Gau befand sich lange Zeit im Besitz der Grafen von Lechsgemünd. Unter Kaiser Konrad II. wurde 1035 ein gewisser Liutgar von Lechsgemünd als Gaugraf erwähnt: Er gründete das Kloster St. Walburg in Eichstätt. 1053 verlieh Kaiser Heinrich III. der bischöflichen Kirche zu Eichstätt den Forst- und Wildbann im Sualafeldgau. Am 17. Mai 1053 übergab er Bischof Gebhard von Eichstätt auch einige Orte die alle im Sualafeldgau des Gaugrafen Chuno lagen.
1135 stifte Graf Heinrich II. von Lechsgemünd das Kloster Kaisheim. Sein Nachfolger Graf Volchrad ist von 1135 bis etwa 1145 überliefert. Sein Sohn Diepold war von 1149 bis 1187 Graf, ihm folgte der noch langlebigere Berchtold I. (1193–1253).
Nach dem Aussterben der Grafen von Lechsgemünd fiel der Sualafeldgau 1342 an die Wittelsbacher.